# Joe McQue
Joseph Patrick „Joe“ McQue (* 11. März 1873 in Glasgow; † 11. Juni 1914 ebenda) war ein schottischer Fußballspieler. Der Mittelläufer war ab 1892 Teil der ersten Mannschaft des kurz zuvor gegründeten FC Liverpool und gewann mit diesem sowohl in der Saison 1893/94 als auch in der Spielzeit 1895/96 die Zweitligameisterschaft.

## Sportlicher Werdegang
McQue wuchs in der schottischen Grafschaft Stirlingshire auf und erlernte dort das Fußballspielen in Campsie. Dort gewann er 1892 den Stirlingshire Cup und schloss sich im August 1892 dem kurz zuvor gegründeten FC Liverpool in England an. Als der Klub zur Saison 1893/94 erstmals in der zweiten Liga am Profligawettbewerb der Football League teilnahm, gehörte am 2. September 1893 McQue neben Malcolm McVean zu den Torschützen zum 2:0-Sieg gegen Middlesbrough Ironopolis im allerersten Spiel dort. Liverpool schloss die Spielzeit letztlich ungeschlagen mit 22 Siegen aus 28 Partien ab, stieg damit in die höchste englische Spielklasse auf und McQue hatte nur zwei Begegnungen verpasst. Ihm wurde in diesem Jahr vor allem bescheinigt, über ein gutes Zweikampfverhalten und ein exzellentes Urteilsvermögen im Umgang mit dem Ball zu verfügen.
In der First Division hingegen tat sich McQue schwer und vor allem McQues Leistungsabfall galt als exemplarisch für die gleichsam nachlassende Mannschaftsleistung. Diese endete damit, dass Liverpool als Tabellenletzter in der Saison 1894/95 erneut in die Zweitklassigkeit abrutschte – McQue hatte dabei 29 Ligapartien bestritten und wurde nur von Harry Bradshaw übertroffen. Die Berg-und-Tal-Fahrt setzte sich im Jahr darauf fort und McQue trug in 26 Meisterschaftspartien der Zweitligasaison 1895/96 ein weiteres Mal dazu bei, dass Liverpool in die englische Eliteklasse aufstieg. Zu Beginn der Saison 1896/97 begann McQue weiter als Stammspieler, bevor ihn dann der mit 1,65 Meter klein gewachsene Robert Neill ersetzte. Als Neill kurz darauf in seine schottische Heimat zurückkehrte, erhielt McQue weitere Bewährungschancen, aber die insgesamt 19 Pflichtpartien in der Spielzeit 1897/88 waren seine letzten für Liverpool. Insgesamt hatte er 142 Spiele für die „Reds“ absolviert und die 14 Tore, die er geschossen hatte, waren für einen Abwehrspieler zu seiner Zeit außergewöhnlich.
Nach dem Ende seiner Fußballerlaufbahn arbeitete er 13 Jahre in dem schottischen Dorf Bonnybridge, bevor er im Juni 1914 – im Alter von 41 Jahren – in einem Glasgower Krankenhaus in Folge einer Operation verstarb. Er hinterließ eine Ehefrau sowie ein Kind.